# Тульчино
Тульчино — деревня в Серпуховском районе Московской области. Входит в состав Липицкого сельского поселения (до 29 ноября 2006 года входила в состав Балковского сельского округа).

## Население
| 2002 | 2006 | 2010 |
| ---- | ---- | ---- |
| 17   | ↘12  | ↗17  |

## География
Тульчино расположено примерно в 30 км (по шоссе) на юго-восток от Серпухова, по правому берегу Оки, у границы с Тульской областью, высота центра деревни над уровнем моря — 140 м.

## Современное состояние
На 2016 год в деревне зарегистрированы 4 улицы и 5 садовых товариществ. Деревянный Богородицкий храм в Тульчино известен с XVI века, каменная однокупольная церковь, в стиле провинциального классицизма, с трапезной и колокольней, была построена в 1839 году, в 1930-х годах закрыта, возвращена верующим в 2000 году. Также, рядом с церковью, в 1830-х годах, на месте престола разобранной старой деревянной церкви, была сооружена не сохранившаяся до наших дней деревянная часовня.